# Manuel de Meneses, Duque de Vila Real
Dom Manuel de Meneses de Noronha, 5.º Marquês de Vila Real, 1.º Duque de Vila Real, 4.º Conde de Alcoutim e 5.º Conde de Valença (1537?-1590) foi um nobre português.

## Biografia
Era filho de Dom Pedro de Meneses, 3.º Marquês de Vila Real e de Dona Brites de Lara. 
Em Março de 1564 sucedeu a seu irmão, Dom Miguel de Meneses, 4.º Marquês de Vila Real, que morrera de um coice dum cavalo.
Quando o rei D. Sebastião visitou Ceuta pela primeira vez, Dom Manuel de Meneses, na sua qualidade de Governador da cidade, recebeu o monarca com enorme magnificência.
Foi feito Duque de Vila Real por D. Filipe I de Portugal em 28 de Fevereiro de 1585, como reconhecimento pelo apoio dado a este rei durante a crise sucessória de 1580. O título de Duque de Vila Real não veio a ser renovado, sendo substituído pelo título de Duque de Caminha.
Foi governador de Ceuta por duas vezes, cargo que tradicionalmente era atribuído a sua família.

## Descendência
De seu casamento com Dona Maria da Silva (filha de D. Beatriz da Silva e de D. Álvaro Coutinho, comendador de Almourol), que descendia dos condes de Redondo, deixou a seguinte descendência: 
- Dom Miguel Luís de Meneses, 1.º Duque de Caminha;
- Dom Luís de Noronha e Meneses, 7.º Marquês de Vila Real;
- Dona Brites de Lara e Meneses, que casou-se com Pedro de Médici, Príncipe da Toscana;
- Dona Juliana de Lara, que casou-se com D. Sancho de Noronha, 6.º conde de Odemira;
- Dona Filipa de Lara
- Dona Maria de Lara, freira no Mosteiro de Santa Ana de Leiria;
- Dona Joana de Lara, que casou-se com João Pais Velho de Menezes e Albuquerque[3] ou João Álvares Pais de Menezes de Albuquerque. Com descendência.

## Ascendência[4]
|  |                                                                        |  |  |  |  |  |  |  |  |  |  |  |  |
|  | 8. Pedro de Meneses 1.º Marquês de Vila Real                           |  |  |  |  |  |  |  |  |  |  |  |  |
|  |                                                                        |  |  |  |  |  |  |  |  |  |  |  |  |
|  |                                                                        |  |  |  |  |  |  |  |  |  |  |  |  |
|  | 4. Fernando de Meneses 2.º Marquês de Vila Real                        |  |  |  |  |  |  |  |  |  |  |  |  |
|  |                                                                        |  |  |  |  |  |  |  |  |  |  |  |  |
|  |                                                                        |  |  |  |  |  |  |  |  |  |  |  |  |
|  | 9. Beatriz de Bragança                                                 |  |  |  |  |  |  |  |  |  |  |  |  |
|  |                                                                        |  |  |  |  |  |  |  |  |  |  |  |  |
|  |                                                                        |  |  |  |  |  |  |  |  |  |  |  |  |
|  | 2. Pedro de Meneses 3.º Marquês de Vila Real                           |  |  |  |  |  |  |  |  |  |  |  |  |
|  |                                                                        |  |  |  |  |  |  |  |  |  |  |  |  |
|  |                                                                        |  |  |  |  |  |  |  |  |  |  |  |  |
|  | 10. João Freire de Andrade Senhor de Alcoutim                          |  |  |  |  |  |  |  |  |  |  |  |  |
|  |                                                                        |  |  |  |  |  |  |  |  |  |  |  |  |
|  |                                                                        |  |  |  |  |  |  |  |  |  |  |  |  |
|  | 5. Maria Freire de Andrade Senhora de Alcoutim                         |  |  |  |  |  |  |  |  |  |  |  |  |
|  |                                                                        |  |  |  |  |  |  |  |  |  |  |  |  |
|  |                                                                        |  |  |  |  |  |  |  |  |  |  |  |  |
|  | 11. Leonor da Silva                                                    |  |  |  |  |  |  |  |  |  |  |  |  |
|  |                                                                        |  |  |  |  |  |  |  |  |  |  |  |  |
|  |                                                                        |  |  |  |  |  |  |  |  |  |  |  |  |
|  | 1. Manuel de Meneses (de Noronha) 1.º Duque e 5.º Marquês de Vila Real |  |  |  |  |  |  |  |  |  |  |  |  |
|  |                                                                        |  |  |  |  |  |  |  |  |  |  |  |  |
|  |                                                                        |  |  |  |  |  |  |  |  |  |  |  |  |
|  | 12. Diogo de Portugal 4.º Duque de Viseu e 3.º Duque de Beja           |  |  |  |  |  |  |  |  |  |  |  |  |
|  |                                                                        |  |  |  |  |  |  |  |  |  |  |  |  |
|  |                                                                        |  |  |  |  |  |  |  |  |  |  |  |  |
|  | 6. Afonso de Viseu 8.º Condestável de Portugal                         |  |  |  |  |  |  |  |  |  |  |  |  |
|  |                                                                        |  |  |  |  |  |  |  |  |  |  |  |  |
|  |                                                                        |  |  |  |  |  |  |  |  |  |  |  |  |
|  | 13. Leonor de Sottomayor                                               |  |  |  |  |  |  |  |  |  |  |  |  |
|  |                                                                        |  |  |  |  |  |  |  |  |  |  |  |  |
|  |                                                                        |  |  |  |  |  |  |  |  |  |  |  |  |
|  | 3. Brites de Lara                                                      |  |  |  |  |  |  |  |  |  |  |  |  |
|  |                                                                        |  |  |  |  |  |  |  |  |  |  |  |  |
|  |                                                                        |  |  |  |  |  |  |  |  |  |  |  |  |
|  | 14. Pedro de Meneses 1.º Marquês de Vila Real (=8)                     |  |  |  |  |  |  |  |  |  |  |  |  |
|  |                                                                        |  |  |  |  |  |  |  |  |  |  |  |  |
|  |                                                                        |  |  |  |  |  |  |  |  |  |  |  |  |
|  | 7. Joana de Noronha                                                    |  |  |  |  |  |  |  |  |  |  |  |  |
|  |                                                                        |  |  |  |  |  |  |  |  |  |  |  |  |
|  |                                                                        |  |  |  |  |  |  |  |  |  |  |  |  |
|  | 15. Beatriz de Bragança (=9)                                           |  |  |  |  |  |  |  |  |  |  |  |  |
|  |                                                                        |  |  |  |  |  |  |  |  |  |  |  |  |
|  |                                                                        |  |  |  |  |  |  |  |  |  |  |  |  |